# 西陣昭和館
西陣昭和館（にしじんしょうわかん）は、かつて存在した日本の映画館である。1927年（昭和2年）、京都府京都市上京区の千本通に昭和館（しょうわかん）として開館した。1940年（昭和15年）前後には松竹の直営館になり、第二次世界大戦後の1955年（昭和30年）には京都昭和館（きょうとしょうわかん）と改称、1957年（昭和32年）には直営から離れ、翌年には西陣松竹（にしじんしょうちく）と改称している。1965年（昭和40年）に再度、改称した。
同館を経営した昭和映画株式会社（しょうわえいが）についても、本項で詳述する。

## 沿革
- 1927年 - 新設の昭和映画が昭和館として開館[1][2][3]
- 1940年前後 - 松竹が直営館とする[6][7][8]
- 1955年 - 京都昭和館と改称
- 1957年 - 経営が松竹から昭和映画に移る[9]
- 1958年 - 西陣松竹と改称[1][13]
- 1965年 - 西陣昭和館と改称[10]
- 1972年 - 閉館[1][12]

## データ
- 所在地 : 京都府京都市上京区千本通下長者町上ル東側[1] 革堂前之町116番地[14][15]
北緯35度1分22.27秒 東経135度44分33.6秒 / 北緯35.0228528度 東経135.742667度
- 経営 : 昭和映画[2] ⇒ 松竹 ⇒ 昭和映画[11]
- 構造 : 木造二階建 ⇒ 鉄筋コンクリート二階建[8]
- 観客定員数 : 632名（1928年[3]・1929年[4]）、623名（1942年[6]・1943年[7]）、605名（1950年[8]）

## 概要

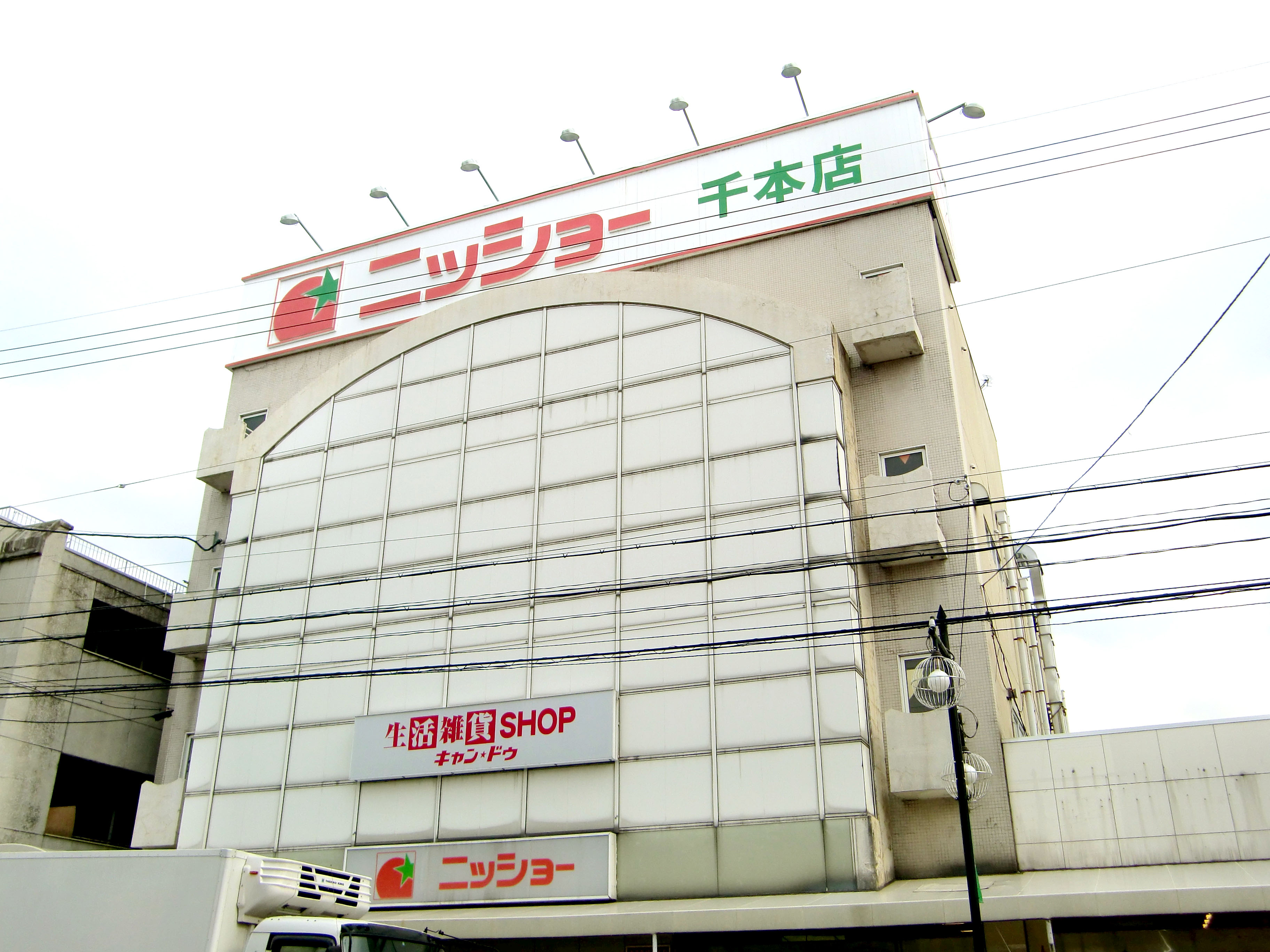
同館跡地に建った阪急ニッショーストア千本店の建物。2009年1月26日撮影。2013年現在は、スギ薬局千本店、キャンドゥ千本店が所在。

1927年（昭和2年）末、京都府京都市上京区千本通下長者町上ル東側、現在の革堂前之町116番地に、昭和館として開館する。開館に先立つ同年11月15日、昭和映画株式会社の創立総会が開かれ、同日段階では新築工事中であった。以降、松竹が直営した時期を除いて、同館については同社が経営した。当初の興行系統は帝国キネマ演芸であり、支配人は岩本義徳、観客定員数は632名であった。岩本義徳は、のちに京都府議会議長を務めた人物である。1929年（昭和4年）には、興行系統が東亜キネマおよび河合映画製作社に変わっている。当時の西陣地区の映画館は、同館と同じく河合映画製作社および東亜キネマ作品を興行した堀川中央館（のちの堀川文化劇場、堀川下長者町、経営・寺田亀太郎）、同館にかわって帝国キネマ演芸作品を興行した西陣帝国館（のちの大宮東宝映画劇場、大宮通寺之内、経営・太田彌三郎）、松竹作品を興行した第二八千代館（のちの西陣八千代館、千本通今出川、経営・中島由之助）および常盤館（西堀川通上長者町、経営・中沢徹次郎）、マキノ・プロダクションが直営した西陣マキノキネマ（のちの西陣キネマ、千本通中立売）、日活作品を興行した千本座（のちの千本日活館、千本通一条上ル、経営・京都土地興行および日活）、と合計7館が存在した。
1930年代後半には興行系統が松竹キネマに移っており、1938年（昭和13年）9月15日に全国で公開された『愛染かつら』（監督野村浩将）が同館でも上映され、連日満員であったという記憶が地元に残っている。1940年（昭和15年）前後までの時期に松竹が経営権を取得、同館は同社の直営館になった。第二次世界大戦が始まり、戦時統制が敷かれ、1942年（昭和17年）、日本におけるすべての映画が同年2月1日に設立された社団法人映画配給社の配給になり、映画館の経営母体にかかわらずすべての映画館が紅系・白系の2系統に組み入れられるが、『映画年鑑 昭和十七年版』には同館の興行系統については記述されていない。『上京 史蹟と文化』（1992年第2号）によれば、1944年（昭和19年）4月に「非紅系・一番館」となったという。戦時中の同館の支配人は山本勝美、観客定員数は623名であった。
戦後は、ひきつづき松竹が直営し、松竹作品を上映した。『映画年鑑 1951』によれば、開館当時の木造から鉄筋に建替えられており、観客定員数は605名になっている。1957年（昭和32年）には、経営が松竹からもともとの昭和映画（代表・桜井新太郎）に移っており、支配人には中田信一が就任した。以降、中田は、同館の閉館まで支配人を務めた。翌1958年（昭和33年）には、西陣松竹と改称している。1965年（昭和40年）には、西陣昭和館と改称、もともとの「昭和館」に戻った。
1972年（昭和47年）には閉館している。同館閉館後の西陣地区には、西陣キネマ（千本中立売上ル、経営・佐々木菊之助、支配人・佐々木富三郎）、西陣大映（千本中立売上ル、経営・藤本興業、代表・藤本正男、支配人・田中シゲ子）、そして現在も残る千本日活（かつての五番街東宝、上長者町通千本西入ル、経営・宮崎興行、代表および支配人・宮崎三郎）の3館だけが残った。閉館後の跡地には、阪急ニッショーストア千本店が建ち、同店はのちに阪急オアシス千本店になったが、2012年（平成24年）8月31日に閉店した。2013年（平成25年）現在は、スギ薬局千本店、キャンドゥ千本店が所在している。

## 昭和映画
昭和映画株式会社（しょうわえいが）は、日本の映画興行会社である。1927年（昭和2年）11月15日に設立以来、西陣昭和館（西陣松竹）のみを経営した。第二次世界大戦後に代表を務めた熊谷次雄（1916年 - 没年不詳）は、松竹元社長の奥山融の叔父であり、京都土地興業株式会社の専務取締役も務めた。西陣昭和館の閉館後は、同館の支配人であった中田信一が代表を務めた。
- 所在地 : 
  1. 京都府京都市上京区千本通下長者町上ル革堂前町 （1961年[13]・1973年[11]）
  2. 京都府京都市山科区北花山中道町65番地2号 （1983年[18]）
- 事業内容 : 映画館の経営（西陣昭和館[11]）
- 代表 : 
  1. 桜井新太郎 （1961年[13]）
  2. 熊谷次雄 （1973年[11]）
  3. 中田信一 （1983年[18]）
- 資本金 : 4万3,000円 （1973年[11]）
- 創業 : 1927年（昭和2年）11月15日[2]